# Метод регульованого направленого прийому
Ме́тод регульо́ваного напра́вленого прийо́му (РНП-метод), (рос. метод регулируемого направленного приема, англ. method of controlled directional reception; нім. Verfahren n des einstellbaren Richtempfanges) — метод сейсмічної розвідки, що базується на розділенні інтерферуючих сейсмічних хвиль, які приходять до земної поверхні за різними напрямами. Використовується в сухопутній і морській сейсморозвідці для дослідження районів зі складною геологічною будовою, при пошуках нафти, газу, рудних корисних копалин. 